# Poziomica

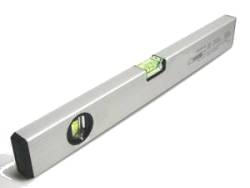
Metalowa poziomica murarska z dwiema libellami

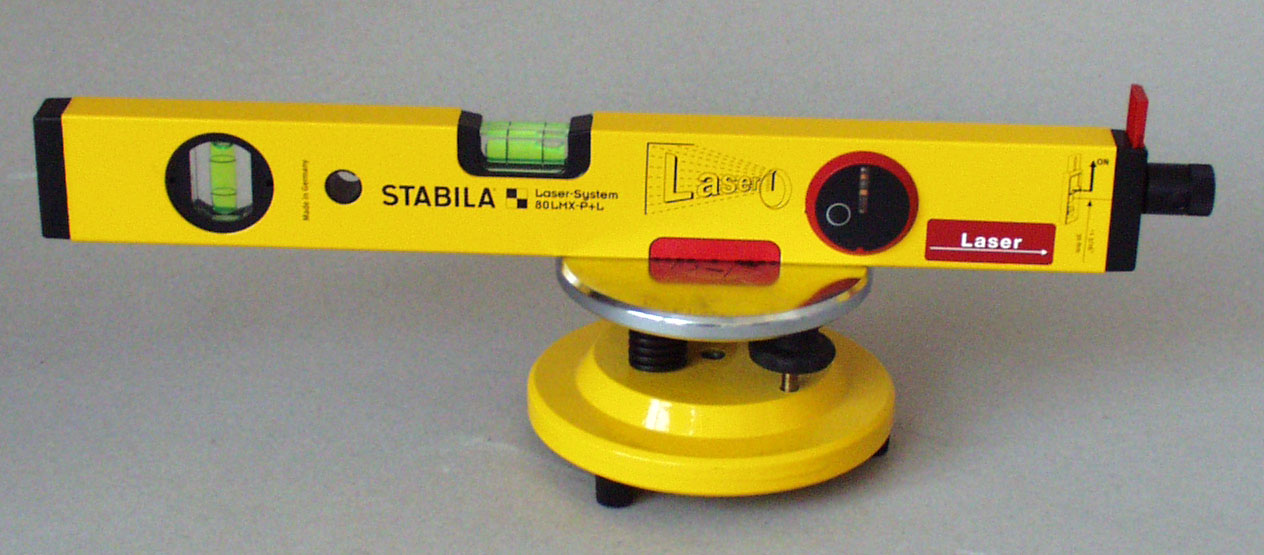
Poziomica laserowa

Poziomica (również poziomnica, waserwaga) utożsamiana czasem niezbyt precyzyjnie z libellą – przyrząd pomiarowy z wbudowanymi jedną lub wieloma (wtedy pod różnymi kątami) libellami rurkowymi, wykorzystujący siłę grawitacji ziemskiej do wyznaczania (z niewielką dokładnością) poziomości lub pionowości płaszczyzn w budownictwie.
Dokładność poziomicy zależy w pierwszej kolejności od przewagi libelli, a następnie od jakości jej osadzenia, jakości wykonania samej poziomicy i użytego materiału oraz jej długości. Nie bez znaczenia jest również dokładność użytkownika. Niektóre libelle w celu zwiększenia dokładności wyposażone są w kilka liniowych oznaczeń pozwalających nie tylko na wyznaczenie poziomu, ale również określenie pochyłości z dokładnością do kilku stopni.
Ze względu na konstrukcję i zastosowanie wyróżnia się główne typy poziomic libelowych:
- murarskie (popularne, podłużne, drewniane lub metalowe) - czasem wyposażona w kilka libelli pozwalających na wyznaczanie pionu, poziomu, a także kilkuprocentowych spadków.
- maszynowe (liniałowe i ramowe, metalowe) - służące do ustawiania poziomu maszyn, w tym obrabiarek.  Czasem wyposażone w magnesy, w celu stabilnego mocowania do metalowego podłoża.

Nazwa poziomica jest także stosowana do przyrządów laserowych realizujących tę samą funkcję przy pomocy widzialnej wiązki światła laserowego. W przypadku umieszczenia poziomicy laserowej na statywie zaciera się różnica między tym instrumentem a niwelatorem laserowym pod względem funkcji, ale nie dokładności pomiaru. 

## Poziomica wężowa

Schemat poziomicy wężowej

Odmienną budowę ma poziomica wężowa. Składa się ona z dwóch pionowych rurek szklanych lub tworzywowych, z podziałką, połączonych giętkim przewodem. Działa na zasadzie naczyń połączonych. Ten typ poziomicy był dawniej stosowany powszechnie w budownictwie. Poziomica ta jest nadal stosowana, gdyż nadaje się do poziomowania oddalonych od siebie dwóch punktów.
Poziomica jest powszechnie także znana pod nazwą waserwaga i nazwa ta znana jest praktycznie w całej Polsce. Pochodzi od niemieckiego słowa Wasserwaage. Natomiast poziomica wężowa nazywana jest szlauchwaga lub szlaufwaga, od niemieckiego słowa Schlauchwaage (sam wąż ogrodowy znany jest pod nazwami szlauch lub szlauf).